# Kleophrades-Maler

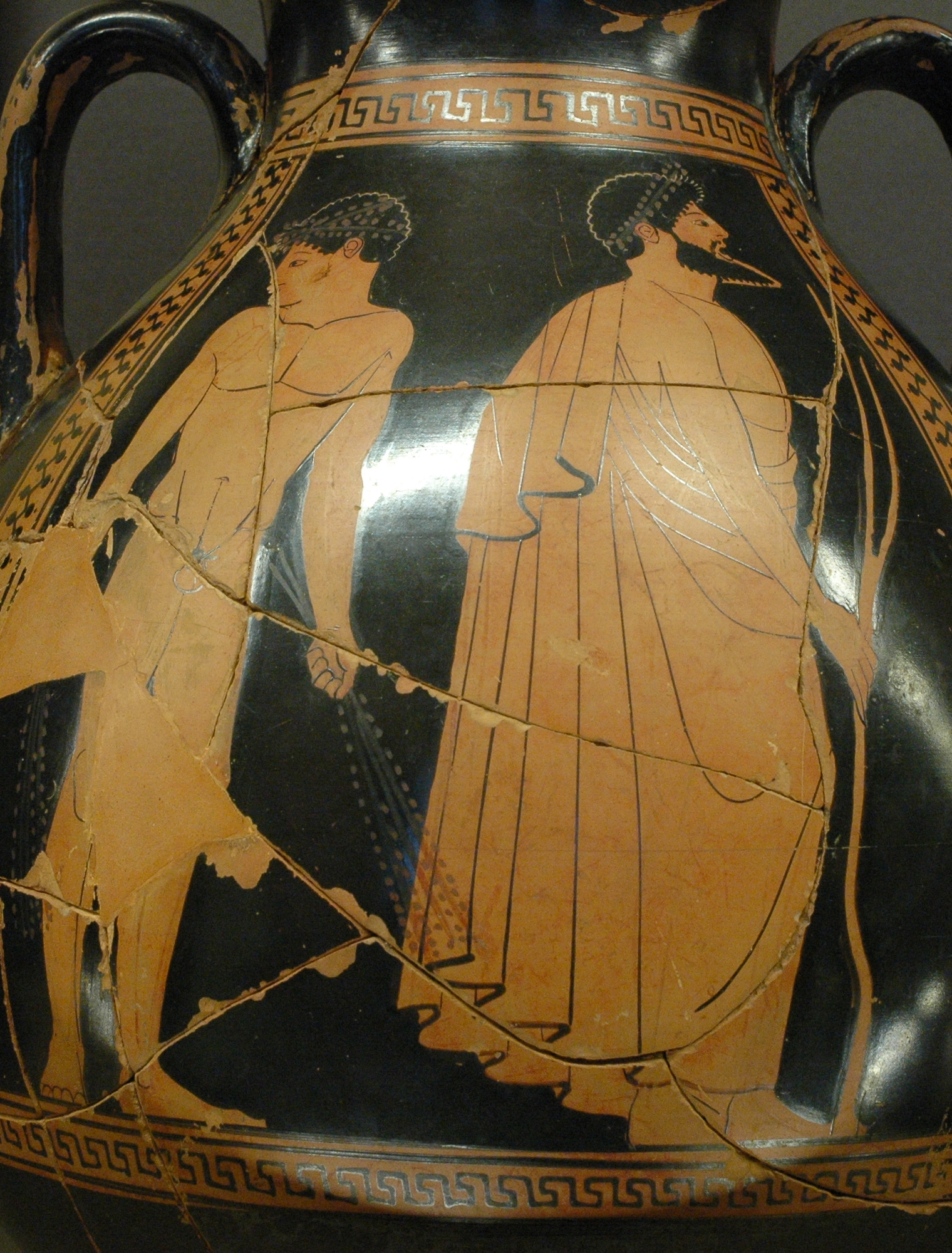
Ein Gymnastiklehrer und einer seiner Athleten auf der Rückseite einer rotfigurigen Pelike; um 500/490 v. Chr., Louvre (G 235)

Der Kleophrades-Maler (tätig von etwa 505 bis kurz nach 475 v. Chr. in Athen) war ein griechischer Vasenmaler des rotfigurigen Stils. Seinen Notnamen erhielt er, weil er viele Gefäße des Töpfers Kleophrades bemalte. John Boardman bezeichnet ihn als besten Maler des frühen 5. Jahrhunderts v. Chr. neben dem Berliner Maler. Neben den Vasen im rotfigurigen Stil sind auch einige Beispiele des schwarzfigurigen Stils (Panathenäische Preisamphoren) bekannt.
Dem Kleophrades-Maler werden über 100 Vasen und Fragmente zugeschrieben. Seine bevorzugten Vasenformen waren Peliken, Stamnoi, Kalpiden und Schalen. Zwei seiner Volutenkratere stellen Unikate dar, da sie zwei Friese am Hals aufweisen. John D. Beazley meinte, dass die Werke des Stiefel-Malers möglicherweise das Spätwerk des Kleophrades-Malers darstellen, dem die neuere Forschung jedoch widerspricht.
Nach der Entdeckung einer Epiktetos-Signatur auf der Pelike F 2170 in der Berliner Antikensammlung wurde der Maler als Epiktetos II. bezeichnet, da seine Arbeiten nicht mit dem bereits als Vasenmaler bekannten Epiktetos zu tun haben. Mittlerweile hat sich die Signatur jedoch als Fälschung herausgestellt, so dass die Fachwelt wieder zu dem alten Notnamen zurückgekehrt ist.

## Ausgewählte Werke
- Basel, Antikenmuseum und Sammlung Ludwig

Glockenkrater BS 482 • Panathenäische Amphora Kä 424
- Berlin, Antikensammlung

Pelike F 2170
- Boston, Museum of Fine Arts

Panathenäische Amphora 10.178
- Cambridge, Harvard University Art Museums

Krater 1960.236
- London, The British Museum

Halsamphora E 270
- New York, Metropolitan Museum of Art

Halsamphore 13.233
- Malibu, The J. Paul Getty Museum

Panathenäische Amphora 77.AE.11 • Volutenkrater 77.AE.11 • Hydria 85.AE.316
- München, Glyptothek und Antikensammlung

Amphora 2305 • Amphora 2344
- Neapel, Museo Archeologico Nazionale

Hydria 2422
- Paris, Musée National du Louvre

Loutrophoros CA 453 • Stamnos G 55
- Philadelphia, University of Pennsylvania

Stamnos L-64-185
- Toledo, Toledo Museum of Art

Panathenäische Amphora 1961.24
- Würzburg, Martin-von-Wagner-Museum

Amphora L 222 • Amphora L 507 • Amphora L 508
- Yale, Yale University Art Gallery

Panathenäische Amphora 1909.12 • Panathenäische Amphora 1909.13